# Bagdeta norymberska

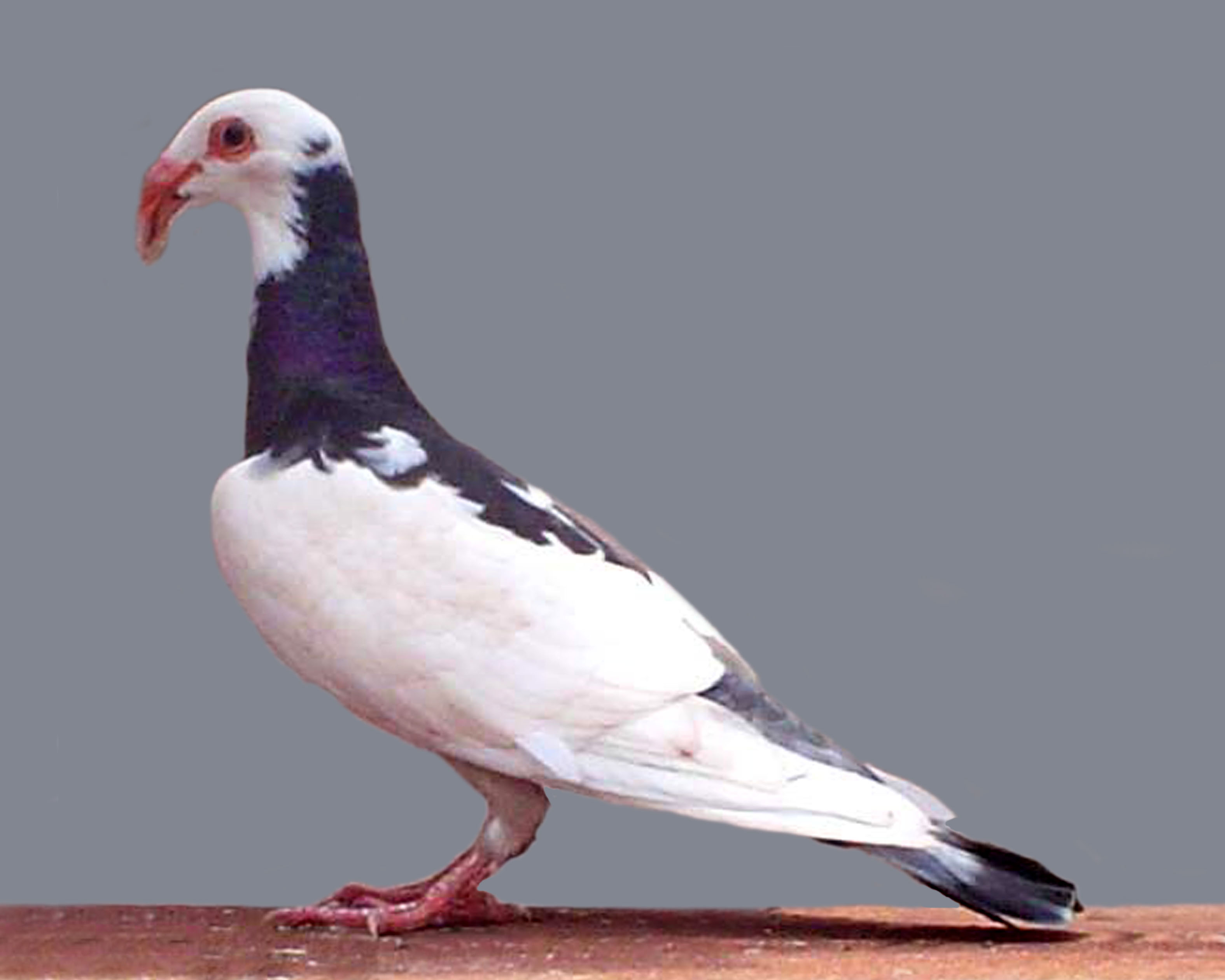
Bagdeta norymberska (odmiana z niebieskawymi piórami)

Bagdeta norymberska – rasa gołębia należąca do grupy brodawczaków. Podobnie jak inne rasy pochodzi od gołębia skalnego (Columba livia). Nazwa bagdeta norymerska pochodzi od dwóch miast: Bagdad, w których okolicach powstał przodek obecnej rasy oraz Norymberga, gdzie drogą sztucznej selekcji wyhodowano współczesną rasę.

## Historia
Angielska nazwa tej rasy to scandaroon. Przypuszcza się, że nazwa pochodzi od portu Scandaroon na Bliskim Wschodzie, jednak za prawdopodobne miejsce pochodzenia rasy uważa się starożytną Persję. Scandaroon to tureckie słowo określające Aleksandra Wielkiego i możliwe jest, że to jest stara rasa, która była wykorzystywana jako nośnik wiadomości przez Aleksandra Wielkiego w czasie jego podbojów.

## Opis
Mocny, dumnie wyprostowany gołąb z poziomą postawą i mocnym łukowato wygiętym dziobem.